# Sarothrogastra edulis
Sarothrogastra edulis là một loài bọ cánh cứng trong họ Cerambycidae.